# قطعنامه ۲۰۸۷ شورای امنیت
قطعنامهٔ ۲۰۸۷ شورای امنیت سازمان ملل متحد سندی بین‌المللی دربارهٔ وضعیت در کره شمالی است. این قطعنامه طی نشست شورای امنیت سازمان ملل متحد در تاریخ ۲۲ ژانویه ۲۰۱۳ میلادی با ۱۵ رأی موافق، ۰ مخالف و ۰ ممتنع به تصویب رسید.